# 項峻
項 峻（こう しゅん、生没年不詳）は、中国三国時代の呉の政治家。

## 生涯
項峻の名は後年に当たる孫皓の時代、華覈が薛瑩の放免を願い出る上疏の中に見える。
それによると項峻は孫権の末年、呉の郎中を務めていた。太史令の丁孚と共に『呉書』の編纂を命じられたが、両名には史官としての天分はなく、その編纂した内容は記し留める価値もないものだったという。
なお、彼の名は『三国志』呉主伝の注に引く『志林』にも見えるが、そこでは項竣となっている。